# پاسکال واهیروآ
پاسکال واهیروآ (به فرانسوی: Pascal Vahirua) بازیکن فوتبال و مهاجم اهل فرانسه است که از سال ۱۹۹۰ تا ۱۹۹۴ میلادی عضو تیم ملی فوتبال فرانسه بوده‌است. وی در ۲۲ بازی ملی حضور داشته‌است و در بازی‌های ملی‌اش ۱ گل به ثمر رساند.